# Cine Colombia
Cine Colombia es una empresa de exhibición y distribución de cine en Colombia con sede en Bogotá. Es una empresa de capital privado colombiano en su mayoría perteneciente al Grupo Santo Domingo.
Fue fundada en 1927 con la asociación de veinte empresarios de la ciudad de Medellín que reunieron capital necesario para abrir la primera sala de cine mudo del país. Luego, la empresa ya constituida pasó por varias manos hasta llegar a sus actuales propietarios.
A marzo de 2016 Cine Colombia tiene presencia en 12 ciudades colombianas y cuenta con 42 multiplex, 280 pantallas y 54.321 sillas.  En 2012 incorporó cine en formato Auro-3D con pantallas de 4 pisos de alto y 6 de ancho.

## Historia
Cine Colombia nació el 7 de junio de 1927, en Medellín cuando 20 empresarios antioqueños firmaron en la notaría y constituyeron la compañía Cine Colombia con el propósito de construir salas de cine y explotarlas comercialmente, alquilar, comprar y vender películas y exhibirlas o distribuirlas.
Desde cuando se fundó Cine Colombia, su objetivo fue el de construir teatros. En un principio la Compañía operó solamente en Medellín, utilizando como teatro el antiguo circo España, su primera propiedad el cual se usaba en el día para corridas de toros y en la noche, la arena se convertía en un cine con proyecciones sobre un gran telón. Un poco más adelante, en octubre de 1928, adquirió la empresa Di Doménico Hermanos, muy importante en ese entonces, la cual tenía también un grupo de películas, así como algunos teatros propios. Consolidada la empresa en esa forma, hizo después contactos con los principales productores de los Estados Unidos.
Mientras que en el mundo la televisión era apenas un experimento, la información llegaba gracias al noticiero que se pasaba antes de las películas. Cine Colombia, decidió producir su propio noticiero.
Sin embargo cuando se afianzaba la compañía, sobrevino la crisis de 1929, la cual se acentuó de manera especial en el negocio cinematográfico, con la transición del cine mudo al cine sonoro. En efecto, la compañía disponía aún de pocos equipos, instalados en unos cuantos teatros propios en el territorio nacional entre los que sobresalían el variedades de Santa Marta, el Rialto de Cartagena, el Colombia de Barranquilla, el Olympia de Girardot, el Colombia de Cali y el Junín de Medellín. En esta transición, dificultades de carácter técnico aparecieron ya que las nueve películas mudas traían el sonido en discos y como puede suponerse la presentación de una película de esta clase debía vigilarse y había que estar al tanto de que el disco y la cinta sincronizaran.
Después de la crisis de 1929, se construyeron varias salas modernas (Murillo de Barranquilla y Cartagena de Cartagena) y muchas salas populares en otras ciudades del país que fueron de la aceptación del público. Después llegaron salas como El Cid de Bogotá, El Cid de Cali y El Cid de Medellín. En 1968 se inauguró el teatro Embajador de la ciudad de Bogotá.
El 13 de junio de 1972 se inauguró el primer autocine del país en la ciudad de Cali, el autocine el Limonar y se inició la construcción del primer centro cinematográfico de Bogotá, el cual se inauguró el 31 de enero de 1975. Dos años antes del centenario del cine, Cine Colombia inauguró en Bogotá el primer complejo con múltiples salas del país. El Multiplex Andino marcó el inicio de la era moderna en proyección cinematográfica.
Finalizando 1988 el Grupo Mayagüez del Valle del Cauca, compra Cine Colombia. Después de 19 años como accionista mayoritario, el grupo Mayagüez toma la importante decisión de vender sus acciones para consagrar su atención a los negocios azucareros que le son propios. En 2010 se iniciaron negociaciones que concluirían con la compra de la mayoría de la accionaria de la compañía. Cine Colombia pasa a ser controlada por sociedades del conocido Grupo Santo Domingo, propiedad de Julio Mario Santo Domingo, uno de los industriales y empresarios más representativos que ha tenido Colombia en su historia.
En 2010 se iniciaron negociaciones que concluyeron con la compra de la mayoría de la accionaria de la compañía. Cine Colombia pasó a ser controlada por sociedades de Valórem (antiguamente Grupo Santo Domingo), propiedad de Julio Mario Santo Domingo, después de su muerte en 2011 dirigido por su hijo Alejandro Santo Domingo Dávila.

## Sedes
Actualmente Cine Colombia posee 46 multiplex distribuidos en las siguientes ciudades, cada uno de ellos con presentaciones en formatos 2D, 3D y algunos con servicios adicionales como Dinamix 4D y una sala Onyx 4k en la ciudad de Bogotá, la heladería "Il gelato", la barra de sushi "sushi de película", el café "Juan Valdez", la tienda de dulces, las máquinas de juegos y cine fiestas:

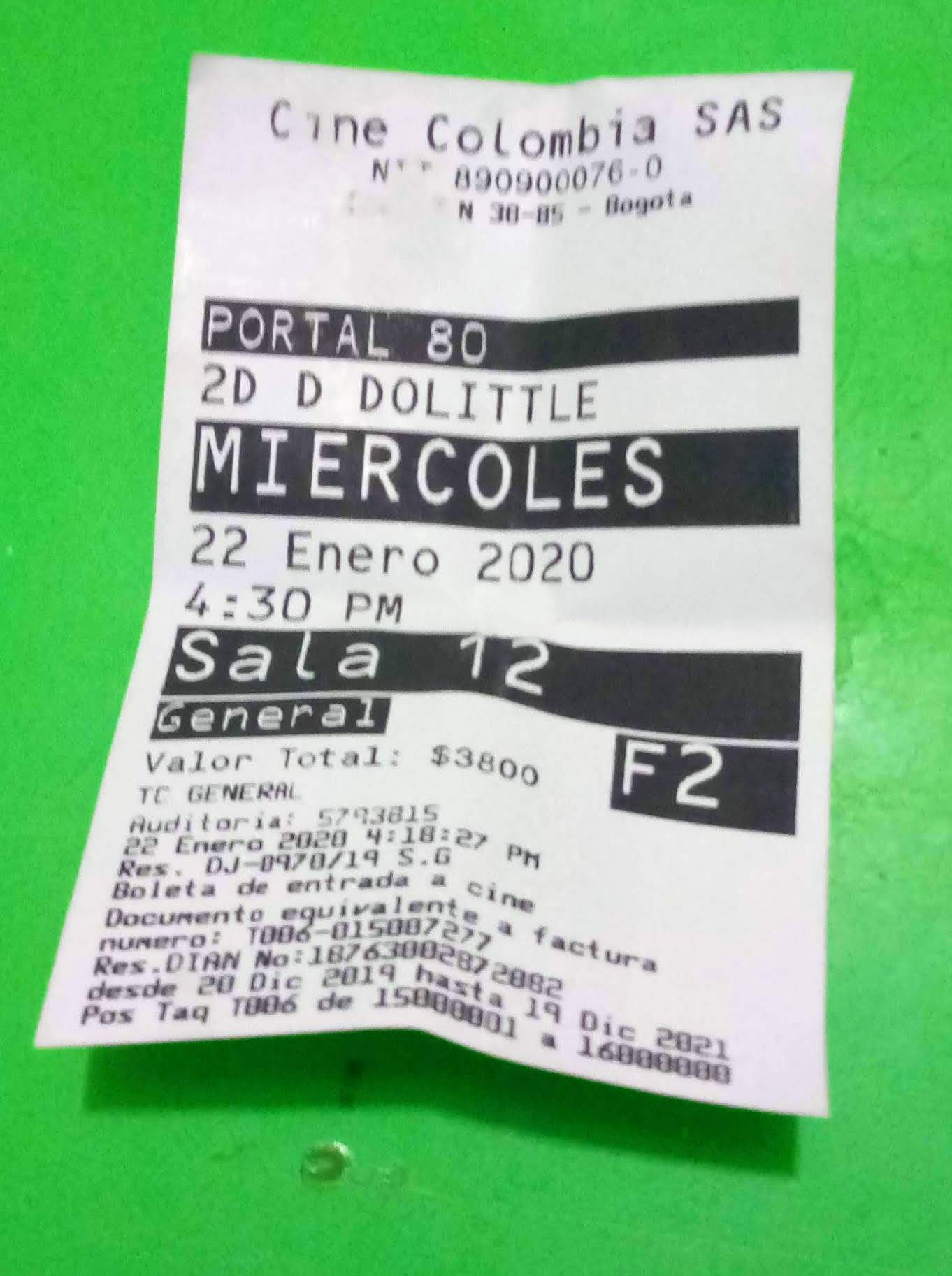
Un boleto de cine para ver la película Dolittle en una de las salas de cine de Cine Colombia en el Portal 80, Bogotá.

| Ciudad        | Convencionales | Megasala | Dinamix 4D | Megasala y Dinamix 4D | Sala Platino | Total |
| ------------- | -------------- | -------- | ---------- | --------------------- | ------------ | ----- |
| Bogotá, D. C. | 12             | -        | 3          | 1                     | 1            | 17    |
| Cali          | 3              | -        | -          | 2                     | -            | 5     |
| Medellín      | 4              | -        | -          | -                     | 1            | 5     |
| Bucaramanga   | 3              | 1        | -          | -                     | -            | 4     |
| Cartagena     | 3              | -        | -          | -                     | -            | 3     |
| Barranquilla  | -              | -        | -          | 2                     | -            | 2     |
| Villavicencio | -              | -        | -          | 2                     | -            | 2     |
| Soacha        | 1              | 1        | -          | -                     | -            | 2     |
| Armenia       | 1              | -        | -          | -                     | -            | 1     |
| Chía          | 1              | -        | -          | -                     | -            | 1     |
| Fusagasugá    | 1              | -        | -          | -                     | -            | 1     |
| Ibagué        | 1              | -        | -          | -                     | -            | 1     |
| Manizales     | 1              | -        | -          | -                     | -            | 1     |
| Montería      | 1              | -        | -          | -                     | -            | 1     |
| Pereira       | 1              | -        | -          | -                     | -            | 1     |
| Popayán       | 1              | -        | -          | -                     | -            | 1     |
| Envigado      | -              | -        | -          | 1                     | -            | 1     |
| Total         | 32             | 2        | 3          | 7                     | 2            | 49    |

## Patrocinios deportivos
En Colombia, el equipo América de Cali de la Categoría Primera A se convirtió en el primer equipo profesional de fútbol del país con el que dicha empresa tuvo un patrocinio. Comenzando a mediados de 2015, se convirtió en el patrocinador principal del club, llevando el logotipo de la marca en la parte frontal de la camisa del club. Para 2016 renovó contrato con el América, pasando ahora a estar en las mangas de la camisa y convirtiéndose también en el distribuidor oficial de la boletería del equipo cuando este juegue como local, a través de su filial Primera Fila. Para 2017, la empresa se convertiría en nuevo patrocinador del Independiente Medellín, siendo el segundo equipo de fútbol al que patrocinaban.[cita requerida]